# Groot Kievitsdal
Groot Kievitsdal is een horecagelegenheid en gemeentelijk monument aan de Hilversumsestraatweg tussen Baarn en Hilversum.
Het pand werd in 1923 in opdracht van de eigenaar van landgoed Pijnenburg, Edmond H.D. Insinger, gebouwd als theehuis/lunchroom. In het gebouw werd een gedenksteen ingemetseld met de tekst Odo Insinger 12-6-1923. Odo was de zoon van Edmond Insinger.
In 1950 volgde een verbouwing tot hotel-restaurant met acht hotelkamers, waarbij de naam Groot Kievitsdal gehandhaafd bleef. Het restaurant had slechts een zaal maar had grote overdekte terrassen. In 1954 is aan de achterzijde een vleugel aangebouwd.
In 1978 werd Groot Kievitsdal overgenomen door de familie Gelevert. Door toepassing van een ondergrondse bouwlaag werd de oppervlakte flink vergroot. Onder in het pand was een bowlingbaan.
Na een grote brand op 28 februari 1998 is Groot Kievitsdal herbouwd onder leiding van architect Van Manen uit Noordwijk. Het pand behield daarbij dezelfde indeling. In 1999 werd een nieuwe dubbelgrote steen geplaatst in de stijl van de bestaande steen met als bovenste tekst Hans Gelevert 23-6-1999.

## Klein Kievitsdal
Het 'Kievitsdel' was een meertje met boerenhofstede dat zich bevond aan het begin van de oprijlaan van de Hilversumse Golfclub. De naam Groot Kievitsdal werd gekozen ter onderscheiding van Klein Kievitsdal, een theehuis/café met speeltuin gevestigd aan de Soestdijkerstraatweg.